# Bettegney-Saint-Brice
Bettegney-Saint-Brice település Franciaországban, Vosges megyében. Lakosainak száma 162 fő (2022. január 1.). Bettegney-Saint-Brice Madegney, Regney, Vincey, Évaux-et-Ménil, Frizon és Gugney-aux-Aulx községekkel határos.

## Népesség
A település népességének változása:
| Lakosok száma | 156  | 166  | 172  | 169  | 167  | 164  | 161  | 163  | 162  |
|               | 2013 | 2015 | 2016 | 2017 | 2018 | 2019 | 2020 | 2021 | 2022 |